# Ferdinandea croesus
Ferdinandea croesus là một loài ruồi trong họ Ruồi giả ong (Syrphidae). Loài này được Osten Sacken mô tả khoa học đầu tiên năm 1877. Ferdinandea croesus phân bố ở miền Tân bắc